# 2024年スペイン洪水
2024年スペイン洪水（2024ねんスペインこうずい）とは、2024年10月29日から11月8日にかけてスペインで発生した豪雨災害である。

## 経過
2024年10月29日、地中海沿岸部で毎年発生する寒冷低気圧の影響によって、スペイン東部のバレンシア州などで記録的な豪雨が発生した。
バレンシア州では18時から19時の1時間あたり降水量が174.4ミリメートルを記録し、スペインにおける1時間あたり降水量の記録を更新している。バレンシア州の他にカスティーリャ＝ラ・マンチャ州やアンダルシア州でも豪雨となった。河川や雨水排水管の許容水量を超えたことで洪水に発展した。

## 被害
電気や水道などのライフラインが破壊され、主要道路や鉄道線路が寸断されたことにより、多数の住民が孤立した。
この洪水による死者は223人、行方不明者は93人に上った。スペインの水害としては過去最悪の被害であり、スペインの自然災害としても過去最悪の被害のひとつである。